# Státní liga 1947-1948
La Státní liga 1947-1948 vide la vittoria finale dell'Sparta
Capocannonieri del torneo furono Josef Bican e Jaroslav Cejp dello Sparta, entrambi con 21 reti.

## Classifica finale
|    | Classifica         | G  | V  | N | P  | GF | GS | DR  | Pti |
| -- | ------------------ | -- | -- | - | -- | -- | -- | --- | --- |
| 1  | Sparta             | 20 | 12 | 3 | 5  | 62 | 35 | +27 | 27  |
| 2  | Slavia Praga       | 20 | 11 | 5 | 4  | 64 | 39 | +25 | 27  |
| 3  | I. ČSŠK Bratislava | 20 | 10 | 4 | 6  | 57 | 31 | +26 | 24  |
| 4  | Bohemians          | 20 | 10 | 4 | 6  | 56 | 46 | +10 | 24  |
| 5  | TSS Trnava         | 20 | 9  | 3 | 8  | 38 | 40 | -2  | 21  |
| 6  | Jednota Košice     | 20 | 7  | 6 | 7  | 46 | 39 | +7  | 20  |
| 7  | Ostrava            | 20 | 7  | 5 | 8  | 48 | 56 | -8  | 19  |
| 8  | Viktoria Plzeň     | 20 | 8  | 1 | 11 | 48 | 56 | -8  | 17  |
| 9  | Žilina             | 20 | 6  | 4 | 10 | 36 | 56 | -20 | 16  |
| 10 | České Budějovice   | 20 | 4  | 5 | 11 | 42 | 80 | -38 | 13  |
| 11 | Čechie Karlín      | 20 | 5  | 2 | 13 | 43 | 62 | -19 | 12  |

## Verdetti
- AC Sparta campione di Cecoslovacchia 1947-48.
- SK Dynamo České Budějovice e Cechie Karlin retrocesse.